# Yátova
Yátova (em castelhano e oficialmente) ou Iàtova (em valenciano) é um município da Espanha na província de Valência, Comunidade Valenciana. Tem 120,3 km² de área e em 2021 tinha 2 112 habitantes (densidade: 17,6 hab./km²).

## Demografia
| Variação demográfica do município entre 1991 e 2004 | Variação demográfica do município entre 1991 e 2004 | Variação demográfica do município entre 1991 e 2004 | Variação demográfica do município entre 1991 e 2004 |
| --------------------------------------------------- | --------------------------------------------------- | --------------------------------------------------- | --------------------------------------------------- |
| 1991                                                | 1996                                                | 2001                                                | 2004                                                |
| 1986                                                | 2002                                                | 1949                                                | 1982                                                |